# Río Parga
El río Parga es un río del noroeste de la península ibérica que discurre por la provincia de Lugo, Galicia, España.

## Curso
El río Parga posee diversas fuentes, que drenan la vertiente nororiental de la sierra de Cova da Serpiente y el cordal de Montouto, además de recoger las aguas del cordal de Ousá.
Su cabecera surge de la confluencia de los arroyos Carral, A Fábrica y Fraga, cerca de la parroquia de Nodar, municipio de Friol, que descienden del cordal de Vilarelle, formando un curso estable que comienza su recorrido por tierras del municipio de Guitiriz, atravesando la localidad de Parga en el mismo municipio que le da nombre. Se une uno de afluentes principales, el río Boedo, cuyos nacientes recogen las aguas del cordal de Montouto.
Entra en el municipio de Begonte, en la localidad de Baamonde, recibe por su izquierda el río Roca o río Requeixo.
Otros afluentes por la izquierda son los ríos Porta da Veiga, Portocando, Ponte Saltillo, Portoscarros, Ladroil, Blanqueño y Vilaflores; por la derecha son Lavandeira, Portaxesta, Portafontao, Sambreixo, Medo y Ameneiro.
En su recorrido de 32 km de longitud, baña los pueblos de Rocha, Roimil, Carlín, Bra y Seixón, en el municipio de Friol; Miraz, Santa Locaia, San Estevo y San Breixo de Parga, Trasparga y Roca en el municipio de Guitiriz; y Boveda, Baamonde y Pacios en el municipio de Begonte.
A su paso por la localidad de Baamonde, se encuentra una playa fluvial al lado de un molino y una presa que hace de piscina natural para los bañistas. En este lugar se encuentra el CERCUD (Centro Recreativo Cultural y Deportivo de Baamonde).

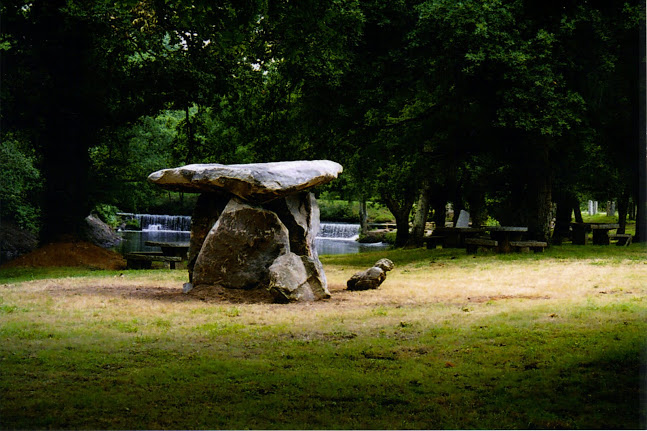
Dolmen en Baamonde, al lado del río Parga

Desemboca en los terrenos cuaternarios de Begonte, cerca de la aldea de Insua, donde entrega sus aguas al río Ladra.